# Marino Darsa
Marino Darsa, in croato Marin Držić (Ragusa di Dalmazia, 1508 – Venezia, 2 maggio 1567), è stato un commediografo, poeta e drammaturgo dalmata, vissuto nella Repubblica di Ragusa.

## Biografia

Il francobollo dedicato dalla Repubblica di Croazia a Marino Darsa nel cinquecentesimo anniversario della nascita

Nato da una numerosa famiglia (ebbe cinque fratelli e sei sorelle) che perdette la nobiltà a causa di un avo fuggito da Cattaro per paura della peste, è una delle personalità più poliedriche dell'antica Repubblica di Ragusa.
Avviato al sacerdozio, nel 1526 - a soli diciotto anni - è rettore della chiesa di Ognissanti. A trent'anni riceve dal Senato una borsa di studio per specializzarsi in diritto canonico all'Università di Siena, ove in breve viene eletto dagli studenti vicerettore dell'Università. Sono questi gli anni della più sfrenata goliardia: organizza feste e mascherate, e nel corso di una di queste - mentre interpreta una commedia licenziosa forse scritta di suo pugno, nella parte dell'amante - viene arrestato per oltraggio alla morale e al costume. Così il Darsa trascorre sette anni, fino a quando il Senato di Ragusa non lo sovvenziona più ed è costretto a tornare nella sua città: è il 1545.
Anche a Ragusa non cambia il suo stile di vita libertino, tanto che si indebita fortemente: si ricordano anche alcune rocambolesche fughe di fronte ai creditori sempre più pressanti.
L'incontro col conte Kristof Rogendorf - austriaco inviso alla corte di Vienna e passato al servizio della Spagna, in viaggio per Costantinopoli - lo spinge a mutare i suoi programmi. Si propone come suo cameriere, ma, giunti a Costantinopoli, il conte si riconcilia con la corte di Vienna e torna a casa. Darsa lo segue senza entusiasmo, ma dopo pochi mesi torna a Ragusa, per accodarsi nuovamente a Rogendorf in un successivo viaggio a Costantinopoli: lì però la fortuna volge le spalle al conte: sfumati gli affari i due tornano a Ragusa, e il Rogendorf si collega con i ribelli ragusei Bucinic. Il Darsa lo lascia e dopo oltre vent'anni di peregrinazioni inizia a scrivere e a mettere in scena ciò che ha visto e udito girando per il mondo, non senza causare l'indignazione dei potenti.
In quegli anni matura una profonda avversione nei confronti della Repubblica, che a seguito della vittoria ottomana sugli ungheresi a Mohács nel 1526 è divenuta tributaria del Sultano. Nel 1560 decide quindi di ripartire, questa volta in direzione di Venezia. Nel 1566 è a Firenze, dove cerca di entrare in contatto con Cosimo de' Medici: in sei lettere a lui indirizzate, il Darsa gli chiede di adoperarsi per far crollare il governo di Ragusa ("guidata da venti pazzi e brutti mostri, ridicoli negli occhi del mondo").
Marino Darsa muore improvvisamente a Venezia per cause ignote. A sua memoria, l'Accademia jugoslava delle scienze e delle arti di Zagabria fece erigere nel 1972 una lapide nella chiesa dei Santi Giovanni e Paolo.

## Opere
Da giovane si iniziò all'arte poetica con sofisticati versi lirici di influsso petrarchesco (Pjesni, pubblicato a Venezia nel 1551), in cui domina il tema dell'amore.
Al teatro si accostò verso i quarant'anni, esordendo con due "komediole" - Tirena (1548) e Venere i Adon (Venere e Adone - 1551 ca.) - esempi di drammi pastorali all'interno dei quali il sentimentale idillio aulico-mitologico già inizia a mescolarsi a materia caricaturale, con effetto comico. In filigrana si può leggere il dileggio degli sfaccendati patrizi ragusei ad opera dei plebei, oltre ad un efficace ritratto del contado slavo che s'inurba in città.
In versi è la farsa Novela od Stanca (La beffa di Stanac - 1551 ca.), in cui si raccontano le peripezie di un villano erzegovese che cala a Ragusa per vendere delle merci e rimane vittima di una comitiva di scapestrati giovani ragusei. In quest'opera il Darsa sviluppa una tecnica già presente nei suoi primi lavori teatrali, e cioè il diverso registro dialettico dei vari personaggi, secondo una caratteristica evidentissima nella città di Ragusa, nata e sviluppatasi nelle dicotomie "lingua neoromanza/lingua slava " e "città/campagna".
È del 1550 l'opera più celebre: quel Dundo Maroje (Lo zio Maroje) che in cinque atti racconta gli intrecci fra vari personaggi di un quartiere raguseo di Roma. I temi evidenziati anche nelle precedenti opere sono qui presenti all'interno di un godibile intreccio con irresistibili effetti comici.
Del Dundo Maroje ci sono stati quattro allestimenti in lingua italiana.
Il primo, in ordine di tempo, col titolo I Nobili Ragusei - tradotto e adattato dai triestini Carpinteri e Faraguna - è stato messo in scena nel 1969 dal Teatro Stabile del Friuli-Venezia Giulia, con la regia del croato Kosta Spajić (aiuto regista, Francesco Macedonio), protagonisti Gianrico Tedeschi e Lino Savorani. La stessa traduzione venne utilizzata a metà degli anni '80 anche per il secondo allestimento, messo in scena dal Teatro dell'Avogaria di Venezia per la regia di Bepi Morassi.
Il terzo, col titolo Paron Maroje: i Ragusei al Giubileo utilizzò la traduzione di Andreja Blagojević e vide la regia e l'adattamento di Nino Mangano (protagonisti, Francesco Randazzo e Giulio Marini): è datato 2000 e venne prodotto dal Dramma Italiano del Teatro Nazionale Croato Ivan Zajc di Fiume, all'epoca diretto da Sandro Damiani. Il quarto, del 2008, è della Compagnia per il Dialetto di Trieste diretta da Gianfranco Saletta, che ha utilizzato ancora una volta la versione di Carpinteri e Faraguna.
Altre opere del Darsa furono: Pomet (commedia, andata perduta); Džuho Krpeta (commedia perduta); Plakir o Grižula (commedia pastorale); Tripče de Utolče (commedia); Arkulin (Arcolino - commedia); Mande (Maddalena - commedia); Skup (L'avaro, ultima commedia del Darsa). L'ultimo componimento del Darsa si distacca completamente dai precedenti: Ecuba, una tragedia fondata sul modello greco di Euripide, messa in scena nel Natale del 1559.
Anche Skup (L'avaro) ha conosciuto una messinscena in lingua italiana, per merito del summenzionato Dramma Italiano, nel 1978, per la regia di Giuseppe Maffioli; tradotto dal croato dall'attrice Elvia Nacinovich e in un miscuglio di dialetti veneti dal regista medesimo. Lo spettacolo venne portato anche a Roma, al Teatro Parioli, nel 1979.
La fortuna di Darsa in vita fu ampia, anche se fu costretto a subire vari tentativi di censura: i suoi componimenti mettevano in ridicolo la struttura della società ragusea, rigidamente suddivisa in classi ben distinte.
Marino Darsa ha sempre composto nella lingua slava di Ragusa. Che poi questa lingua contenesse parecchi vocaboli italiani (per lo più veneti e toscani) non deve stupire, vista l'influenza dell'italiano nel mondo politico, economico e artistico dell'area adriatica e in tutto il Mediterraneo. Peraltro, stando agli studi più seri degli ultimi anni, la scarsa notorietà del Darsa in ambito europeo (e finanche italiano) è proprio dovuta al suo voler scrivere nella lingua del popolo, mentre è risaputo che le classi più abbienti della Dalmazia e della stessa Ragusa si esprimevano pubblicamente o scrivevano prevalentemente in italiano o in latino.
Che il Darsa meritasse e meriti maggiore attenzione da parte dei teatrologi contemporanei lo dice il fatto che nei suoi lavori principali (la commedia Dundo Maroje, la farsa Novela od Stanca, la favola o commedia pastorale Tirena e la tragedia Ecuba) sono rintracciabili molteplici riflessioni che poco meno di un secolo appresso troveremo in William Shakespeare, a riprova non certo che il Bardo inglese lo avesse copiato ma quantomeno che, essendo Darsa culturalmente e spiritualmente dotato e avendo vissuto e operato prima di lui e in un clima culturale abbastanza simile e comunque molto più vicino alle "centrali" dell'arte e della cultura dell'epoca come la Toscana di Firenze e Siena, Napoli, la Sicilia franco-spagnola (già federiciana) e Venezia, fosse pervenuto a conclusioni (sull'umanità e le sue sorti) niente affatto lontane da quelle scespiriane di un secolo più tardi.
Il poeta, letterato e presbitero Đuro Matijašević, fu il primo proprietario conosciuto dell'unico manoscritto, molto probabilmente della metà del XVI secolo, che raccoglieva e conservava la opere del Darsa.

## Identificazione nazionale

Firma autografa di Marino Darsa: Marino Darsa Raguseo

Marino Darsa - come tutti i ragusei dotati di una certa cultura - fu perfettamente bilingue: parlava e scriveva sia in italiano che nel dialetto štokavo di Ragusa, da lui utilizzata in modo assolutamente prevalente nelle sue opere. Ma il suo tipico stile già accennato di sovrapposizione di vari registri linguistici a seconda della classe sociale e la diversa ambientazione delle sue commedie - da Ragusa a Cattaro a Roma - gli fecero utilizzare anche delle espressioni in latino, in italiano e finanche in tedesco.
La complessa storia moderna della Dalmazia ha quindi influenzato varie scuole di pensiero: in Croazia Marino Darsa è considerato uno dei padri della letteratura nazionale, in Italia  fino a qualche decennio fa si evidenziavano maggiormente le sue spiccate caratteristiche tipicamente legate alla realtà della Repubblica di Ragusa, per farne un autore "dalmata" se non anche "italiano".